# Lyle Emmens
Lyle Emmens es un deportista australiano que compitió en judo. Ganó una medalla de plata en el Campeonato de Oceanía de Judo de 1973, en la categoría de –70 kg.

## Palmarés internacional
| Campeonato de Oceanía | Campeonato de Oceanía | Campeonato de Oceanía | Campeonato de Oceanía |
| Año                   | Lugar                 | Medalla               | Categoría             |
| --------------------- | --------------------- | --------------------- | --------------------- |
| 1973                  | Sídney (Australia)    | Medalla de plata      | –70 kg                |